# Goerico de Metz
Goerico de Metz (también conocido como Abbo I de Metz, Goeric o Gury de Metz) (f. 19 de septiembre de 643), fue un obispo de Metz. Es venerado como santo por diferentes confesiones cristianas. 

## Biografía
Goerico se casó y tuvo dos hijas. Recuperó la vista en San Esteban de Metz. Poco después, se unió al clero y fue ordenado de sacerdote por Arnulfo de Metz. En 627, fue nombrado obispo de Metz,sustituyendo al mismo Arnulfo.
Como obispo, se trasladó las reliquias de su predecesor a la Iglesia de los Apóstoles. También construyó la iglesia de la Gran Basílica de San Pedro y el monasterio de Epinal donde ingresó a sus dos hijas, Precia y Victorina. También fue un amigo personal de Dagoberto I.
Murió en el año 643. Su festividad se celebra el 19 de septiembre. En el siglo X, sus reliquias fueron llevadas desde Saint-Symphorien de Epinal. Este traslado se conmemora en el calendario local el 15 de abril.